# Lasiopogon opaculus
Lasiopogon opaculus är en tvåvingeart som beskrevs av Friedrich Hermann Loew 1874. Lasiopogon opaculus ingår i släktet Lasiopogon och familjen rovflugor. Inga underarter finns listade i Catalogue of Life.